# Mariano Brau
Mariano Sebastián Brau (Avellaneda, Partido de Avellaneda, Argentina, 10 de julio de 1982) es un futbolista argentino que juega como defensa central y su equipo actual es el Torre Fuerte de la Asociación Cruceña de Fútbol.

## Carrera
Brau se inició futbolísticamente en Arsenal de Sarandí en donde llegó en el año 2003, pero no era tenido en cuenta (solo jugó un partido).
En el año 2007 se marchó al Tecos UAG de México, club en el que estuvo por 6 meses y no consiguió jugar partido alguno.
Retornó a Arsenal de Sarandí en donde fue campeón de la Copa Sudamericana venciendo en la final al América de México (3-2 en México y 1-2 en Argentina).
Al año siguiente vuelve a ser campeón en el marco internacional, venciendo al Gamba Osaka 1 a 0 en la final de la Copa Suruga Bank en Japón.
En 2010 es cedido al Club Atlético All Boys, equipo que militaba en ese entonces en la máxima categoría del fútbol Argentino. 

## Clubes
| Club                    | País      | Año           | PJ  | Goles |
| ----------------------- | --------- | ------------- | --- | ----- |
| Arsenal de Sarandí      | Argentina | 2003-2007     | 22  | 1     |
| Tecos UAG               | México    | 2007          | 12  | 2     |
| Arsenal de Sarandí      | Argentina | 2007-2009     | 25  | 0     |
| All Boys                | Argentina | 2010-2011     | 8   | 0     |
| Oriente Petrolero       | Bolivia   | 2011-2016     | 179 | 5     |
| Royal Pari              | Bolivia   | 2016-2021     | 40  | 2     |
| Torre Fuerte            | Bolivia   | 2022          | 8   | 0     |
| Ciudad Nueva Santa Cruz | Bolivia   | 2022-presente | 5   | 0     |

## Palmarés

### Títulos Locales
| Título                         | Club     | País      | Año  |
| ------------------------------ | -------- | --------- | ---- |
| Primera "B" Nacional (ascenso) | All Boys | Argentina | 2010 |

### Copas internacionales
| Título            | Club               | País      | Año  |
| ----------------- | ------------------ | --------- | ---- |
| Copa Sudamericana | Arsenal de Sarandí | Argentina | 2007 |
| Copa Suruga Bank  | Arsenal de Sarandí | Argentina | 2008 |